# 沙赫焦德布爾烏帕齊拉
沙赫焦德布爾乌帕齐拉是孟加拉国錫拉傑甘傑縣的一个乌帕齐拉，位於拉傑沙希专区的錫拉傑甘傑縣。。

## 人口
據1991年孟加拉國人口普查，沙赫焦德布爾共有戶數70,998戶，人口420452人。其中男性佔比52.05%，女性佔比47.95%；成年人口197,052人。該地7歲以上人口之平均識字率為24.8%。